# Borsárosfürdő
A Borsáros-láp nyugati szélén tör fel a nagy hozamú, kiváló gyógyhatással rendelkező langyos borvízforrás, melyre Csíkszentkirály nevezetes fürdője, a Borsárosfürdő épült.

## Története
Alcsík borvízforrásokban leggazdagabb települése Csíkszentkirály, az ásványos források hozták létre és táplálják a Borsáros lápot. Az elmúlt évszázadokban két fürdőt is építettek az itt feltörő, nagy hozamú langyos borvízforrásokra. Vitos Mózes említi a Csíkmegyei füzetek c. művében a láp keleti szélén, a régi községi kút mellett feltörő forrást, melyet „régebben tágas medenczébe foglalva és öltöző szobákkal is ellátva közfürdőül használhatott.” A medence méreteit Kristó András is említi az Adatok a csíkszentkirályi „Borsáros” láp hidrográfiájához c. tanulmányában, eszerint a Cigányok feredeje 2 × 1,5 × 0,5 m volt. A közfürdőt nevéből ítélve valamikor cigányok is használhatták, ma már nem létezik, a helyét csak a borsáros iszappal feltöltődött víztükör jelzi.
A Borsáros-láp nyugati részén, a Bors család birtokába tartozó területen feltörő langyos forrás nagyon jó gyógyhatásúnak bizonyult, Vitos Mózes szerint „a legrégibb idők óta számtalan megbénult nyomorék betegnek adta vissza egészségét”. A forrás gyógyító erejét hasznosítani akaró helybeliek 1891-ben fürdőtársulatot alapítottak és felépítették a Borsárosfürdőt. Az 1930-as években Bors Antal vette át a fürdőt. Az új tulajdonos kibővítette, korszerű öltözőkabinokkal, napozóterasszal szerelte fel a létesítményt, mely egyre látogatottabb, kedveltebb lett a vendégek körében. Az 1940-es években kialakult háborús körülmények miatt azonban visszaesett a látogatottság, tovább nem fejlesztették a fürdőt, amely fokozatosan hanyatlásnak indult. Az 1970-es években újra beüzemelték Borsárosfürdőt, a fa medence helyett betonmedencét építettek, és öltözőkabinokat is létesítettek a telepen. Egy ideig működött a fürdő, felkapott lett a csíkszeredaiak körében is. Azonban nem volt hosszas ez a vállalkozás sem, a Borsárosfürdő újból lepusztult állapotba került.
2005-ben Borsárosfürdőt egy székelyföldi kalákamozgalom keretében felújították. A helyi önkormányzat, civil szervezetek és önkéntesek közreműködésével néhány nap alatt rendbetették a fürdőt, tájépítészek segítségével a csíki környezethez alakították a létesítményt. A következő években újabb beruházásokat eszközöltek a fürdőnél, melegfürdővel, szaunával és jakuzzival ellátott épületet emeltek a medence fölötti teraszra. A 2012-ben átadott, modernizált Borsárosfürdőt jelenleg Csíkszentkirály helyi önkormányzata működteti.

## Jellegzetessége
A fürdő vize nátrium-kalcium-magnézium-hidrogén-karbonát-klorid típusú ásványvíz.

## Gyógyhatása
Borsárosfürdő mozgásszervi bántalmakban, reumatikus panaszokban szenvedő betegek kezelésére ajánlott.